# Oberstein (Arenshausen)
Oberstein ist ein weilerartiger Ortsteil von Arenshausen im Landkreis Eichsfeld in Thüringen und ist hervorgegangen aus den beiden ehemaligen Gutskomplexen Oberstein und Unterstein.

## Geografie
Oberstein liegt gemeinsam mit den Gebäuden von Unterstein in einer weiträumigen Talmulde des Steinsbaches, einem kleinen linksseitigen Leinezufluss, ungefähr zwei Kilometer südlich von Arenshausen und 10 Kilometer westlich von Heilbad Heiligenstadt. Durch die Ortslage führt die Landesstraße 2009 nach Gerbershausen. Die Muldenrandlagen sind an den Hängen und Anhöhen (Hennefeste: 446 m im Osten, Mühlenberg: 342 m im Süden, Heuberg: 369 m im Westen) meist bewaldet.

## Geschichte

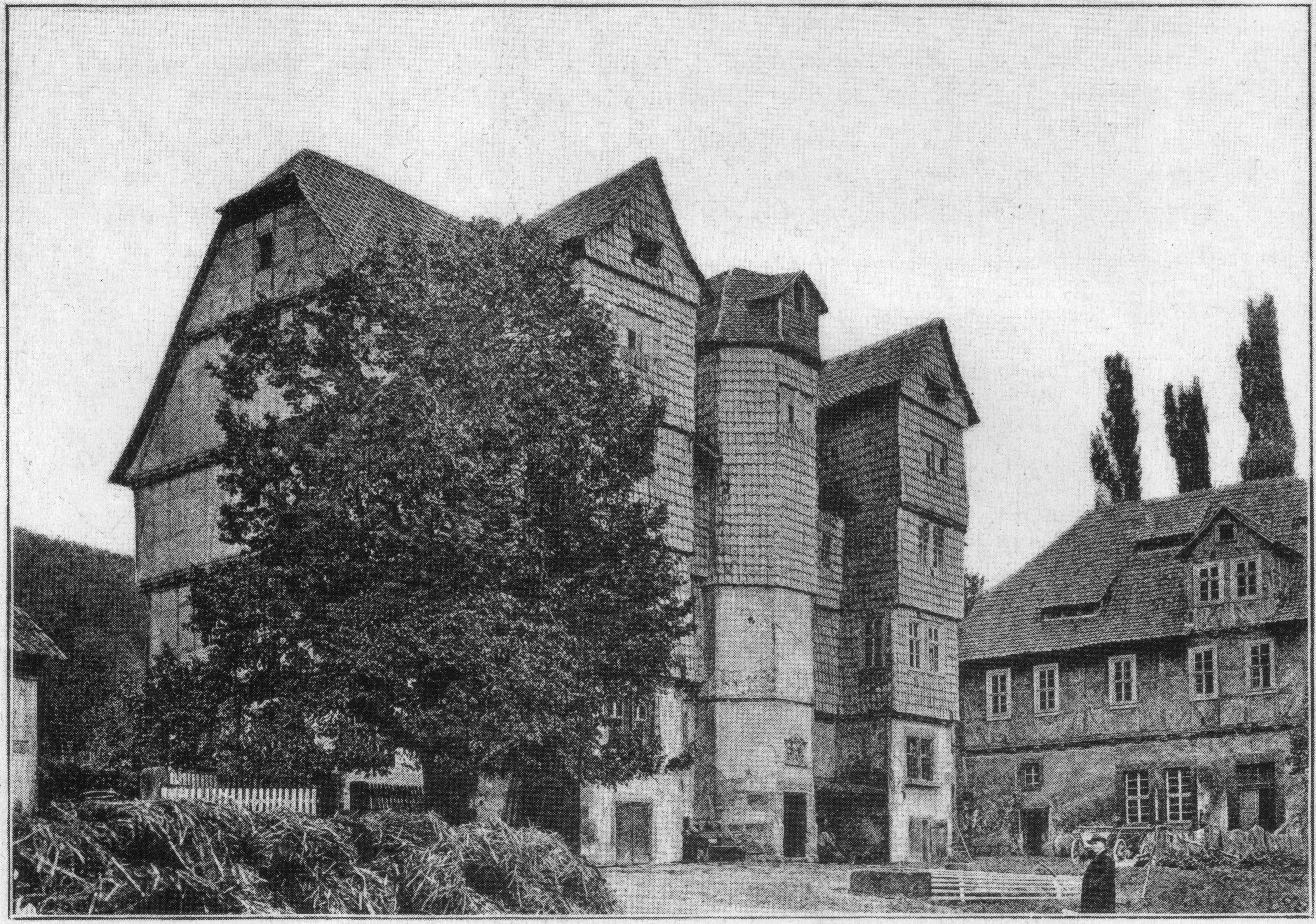
Gutshaus Oberstein, abgerissen

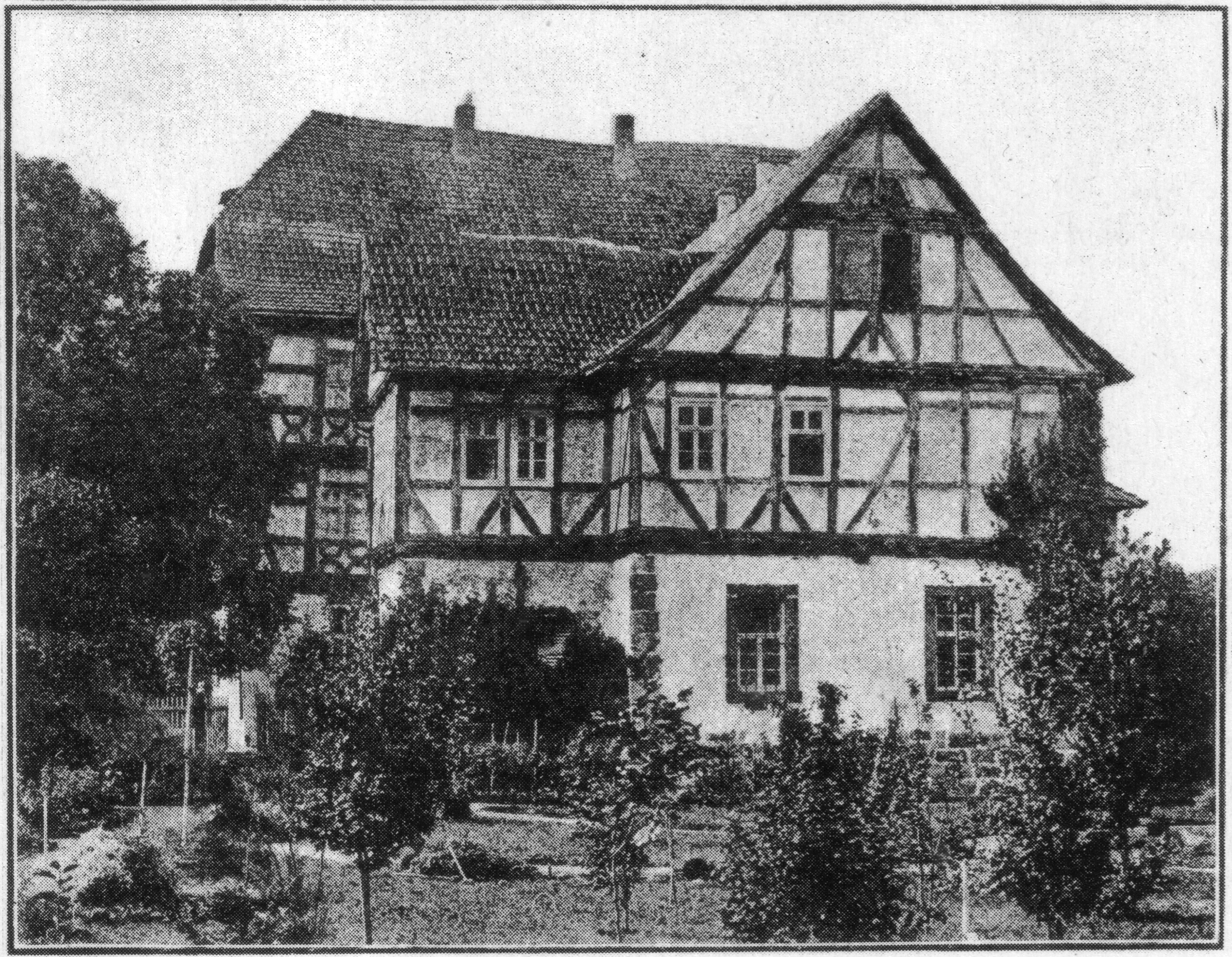
Rittergut Unterstein, abgerissen

Der mittelalterliche Ort Steina wurde in den Jahren 1318 und 1371 urkundlich erwähnt. Der Ort erstreckte sich vermutlich entlang des gesamten Steinsbaches. Eine geographische Abgrenzung zu den im 14. Jahrhundert wüst gefallenen benachbarten Siedlungen Friedrichshausen und Rendehausen ist nicht eindeutig gegeben. Zum Ort gehörten vermutlich schon die Teichmühle, Mittelmühle und Saumühle. 1376 ist das Dorf durch Hermann von Hessen beschädigt worden. Ende des 15. Jahrhunderts wurde der Ort als wüst erwähnt.
Land und Güter waren in Besitz verschiedener Herren, so des Mainzer Erzbischofs, der Landgrafen von Hessen, der Adligen von Kerstlingerode, Plesse und weiterer Herren. Diese Besitzungen gingen im Laufe der Jahrhunderte zum Teil in den Besitz derer von Hanstein über. Nachdem die Herren von Hanstein die Burg Hanstein aufgaben, kamen sie auch nach Steina und errichteten hier zwei Rittergüter, 1544 den Unterstein und 1564 den Oberstein. Das Gut Unterstein wurde von Jost von Hanstein und seiner Frau Anna erbaut und bestand aus einem großen Herrenhaus auf Fachwerk, Wirtschaftsgebäuden und der Mittelmühle mit etwa 330 Hektar Land und gehörte früher verwaltungsmäßig zu Gerbershausen. Das Gut Oberstein bestand aus einem älteren und einem jüngeren Herrenhaus sowie Wirtschaftsgebäuden und 117 Hektar Nutzfläche. Ein geschnitztes Doppelwappen am Treppenturm des älteren Herrenhauses mit der Jahreszahl 1582 weist auf die Erbauer hin.
Die Nachkriegsgeschichte beginnt mit der Bodenreform im Weiler. Beide Güter wurden enteignet und in einen staatlichen Saatzuchtbetrieb und Tierzuchtbetrieb umgewandelt. Im Laufe der Zeit wurden die traditionsreichen Herrenhäuser und einige andere Gebäude abgetragen, die letzten noch im Jahr 1989. Der Tierzuchtbetrieb wurde dem staatlichen Gut Steinheuterode zugeordnet und man begann die Milchviehanlage nach ostdeutschen Gesichtspunkten zu errichten. Die Milchviehanlage wurde nach der Wende in eine GmbH umgewandelt.
Die Teichmühle (Oberstein) und die Mittelmühle (Unterstein) existieren noch, die Teichmühle ist aber dem Verfall preisgegeben. Östlich angrenzend in einem kleinen Waldstück befindet sich noch der ehemalige Friedhof der Güter mit alten Grabanlagen.